# Bostrychus albooculata
Bostrychus albooculata är en fiskart som först beskrevs av Herre 1927.  Bostrychus albooculata ingår i släktet Bostrychus och familjen Eleotridae. Inga underarter finns listade.